# Käre Jesus, vi är här
Käre Jesus, vi är här är en psalm i tre verser med text av Tobias Clausnitzer från 1663 (Liebster Jesu, wir sind hier). Översatt för 1695 års psalmbok av Petrus Lagerlöf 1694 under titeln "Hit, o Jesu, samloms vi", en titel som var oförändrad i både 1819 års och 1937 års psalmböcker. För 1986 års psalmbok bearbetades och delvis nyöversattes psalmen av Olle Nivenius år 1984. 
Psalmens inledningsord 1695 är:
Hijt, o JEsu! samloms wij
At titt helga Ord fåå höra
Melodin som används i 1986 års psalmbok är av Johann Rudolph Ahle och komponerades år 1664 och är samma melodi som till psalmerna Jesu, du, som i din famn, Du som var den minstes vän och Herre, du har anförtrott oss en uppgift i din kyrka. 1697 års koralbok använder en melodi av Wolfgang Carl Briegel.

## Publicerad som
- Nr 232 i 1695 års psalmbok med titelraden "Hit, o Jesu, samloms vi".
- Nr 328 i 1819 års psalmbok med titelraden "Hit, o Jesu, samloms vi", under rubriken "Med avseende på särskilda personer, tider och omständigheter: Lärare och åhörare: Gudstjänstens glädje och högtidlighet".
- Nr 13 i Sionstoner 1935 med titelraden "Hit, o Jesu, samlas vi", under rubriken "Inledning och bön".
- Nr 212 i 1937 års psalmbok med titelraden "Hit, o Jesu, samloms vi", under rubriken "Helg och gudstjänst".
- Nr 406 i 1986 års psalmbok under rubriken "Helg och gudstjänst".
- Nr 261 i Lova Herren 1987 med titelraden "Hit, o Jesu, samloms vi", under rubriken "Gemenskap i bön och Ordets betraktande".
- Nr 175 i Finlandssvenska psalmboken 1986 under rubriken "Gudstjänsten".